# Analogna elektronska kola u medicini

## Analogna elektronika
Analogna elektronika je grana elektronike koja se bavi analizom i obradom analognih signala koji su po vremenu i amplitudi kontinualni. Pojam analogna se odnosi na proporcionalost signala i veličine koja ga opisuje, bila to struja ili napon. Zadatak analogne elektronike jeste projektovanje analognih električnih kola i analiza istih. Primjeri analognih elektronskih kola su ispravljači, stabilizatori, oscilatori, filtri, modulatori, demodulatori, CFB pojačavači, operacioni pojačavači kojih ima mnoštvo, neki od njih su naponski komparator, neinvertujući, invertujući, instrumentacioni, diferencijator, integrator, sabirač, diferencijalni pojačavač. Savremena elektronika se bazira na PN spoju koji nastaje spajanjem dva poluprovodnika od kojih je jedan P-tipa, a drugi N-tipa. Gotovo svaka važna komponenta ga sadrži u sebi, poput dioda, BJT(bipolarni tranzistor), MOSFET, JFET i drugi. Takođe, pomenuti pn spoj predstavlja osnovu velikog broja optoelektronskih komponenti, poput poluprovodničkih lasera, solarne ćelije, fotodetektora, itd. Važno je napomenuti i da u elektronici postoji veliki broj režima rada sa pn spojem zbog čega savremena elektronika ima veliki značaj. Režimi koji se najviše sreću u elektronskoj teoriji i praksi su prekidački, ispravljački i pojačavački. Kolo na slici 1. predstavlja instrumentacioni pojačavač. U biomedicinskim aplikacijama instrumentacioni pojačavač zahtjeva veliko pojačanje, dobar CMRR(faktor potiskivanja srednje vrijednosti signala)sa manje šuma i nisku snagu optimizacije. Ovo kolo ima mogućnost regulacije pojačanja pomoću otpornika R1, pritom promjena njegove otpornosti ne utiče na CMRR, te on ima mogućnost da pojačava male ulazne signale zbog čega je našao široku primjenu u medicini.
{\displaystyle I={\frac {V_{1}^{-}-V_{2}^{-}}{R1}}\rightarrow } Struja kroz otpornik R1
{\displaystyle V_{1}^{-}=V_{A}} i {\displaystyle V_{2}^{-}=V_{B}\Rightarrow }{\displaystyle I=\left({\frac {V_{A}-V_{B}}{R_{1}}}\right)\rightarrow }Na osnovu struje koja teče kroz R1 i R2 nje možemo da nađemo napone na izlazima pojačavača op1 i op2:
{\displaystyle V_{1}^{'}=V_{A}+IR_{2}={\biggl (}1+{\frac {R_{2}}{R_{1}}}{\biggr )}V_{A}-{\frac {R_{2}}{R_{1}}}V_{B}}
{\displaystyle V_{2}^{'}=V_{B}-IR_{2}={\biggl (}1+{\frac {R_{2}}{R_{1}}}{\biggr )}V_{B}-{\frac {R_{2}}{R_{1}}}V_{A}}
{\displaystyle I_{2}={\frac {V_{1}^{'}-V_{3}^{-}}{R_{3}}}={\frac {V_{3}^{-}-V_{I}}{R_{4}}}\rightarrow }Struja kroz otpornike R3 i R4
{\displaystyle V_{3}^{-}={\frac {V_{1}^{'}R_{4}+R_{3}V_{I}}{R_{3}+R_{4}}},V_{3}^{+}=V_{2}^{'}{\frac {R_{4}}{R_{3}+R_{4}}}}
{\displaystyle V_{3}^{-}=V_{3}^{+}\Rightarrow {\frac {V_{1}^{'}R_{4}+R_{3}V_{I}}{R_{3}+R_{4}}}=V_{2}^{'}{\frac {R_{4}}{R_{3}+R_{4}}}}
{\displaystyle V_{I}={\frac {R_{4}}{R_{3}}}{\biggl (}V_{2}^{'}-V_{1}^{'}{\biggr )}\rightarrow } Konačni izraz za izlazni napon

## Medicinska elektronika
Medicinska elektronika je grana elektronike u kojoj se elektronske komponente, a samim tim i elektronska kola i instrumenti primjenjuju u medicinske svrhe, to mogu biti dijagnostika, liječenje, elektronska kontrola anestezije, kontrola rada srca, razna klinička istraživanja, pa čak i najsloženije procudere kao što su operativni zahvati u kojima je neophodna izuzetna preciznost. Medicinska elektronika je jedno od najbrže rastućih naučnih polja ove ere. Na siguran način obezbjeđuje najpreciznije i najpouzdanije rezultate u oblasti medicine. Preciznm mjernim instrumentima i brojnim inovacijama ova grana odgovara na potrebu čovjeka za tačnošću, sigurnošću, brzinom. Koriste se u dijagnostici i tretiranju različitih bolesti i stanja. Ova naučna disciplina zahtjeva znanje i iskustvo velikog broja stručnjaka iz različitih naučnih oblasti, te predstavlja spoj hemije, biologije, fizike, medicine, elektronike, programiranja i mnogih drugih prirodnih i tehničkih nauka u cilju stvaranja savremenih i bezbjednih dijagnostičkih alata, mjernih instrumenata, proizvodnje umjetnih organa, prostetike, medicinskih informatičkih sistema. U ovoj oblasti se koristi mnoštvo analognih, digitalnih kola i procesora, čijim dizajnom, korišćenjem, principima rada i opravkama inženjeri u potpunosti ovladaju. Neke od užih specijalnosti u medicinskoj elektronici su biomedicinski, biomehanički, rehabilitacioni i ortopedski inženjering.

## Biomedicinski signali
Prije nego li dođemo do same konstrukcije i analize elektronskih kola, pojačavača i filtara koji su potrebni za analizu signala u kliničkoj medicini i biomedicinskim istraživanjima neophodno je prethodno opisati izvore i karakteristike ovih signala. Generalno govoreći biomedicinski signali se mogu podijeliti na dvije skupine:
1. Endogeni signali
2. Egzogeni signali

Endogeni signali su oni signali koji nastaju od prirodnih fizioloških procesa i njihovi parametri se mjere na živim bićima. Primjeri takvih signala, postupaka i uređaja koi obrađuju takve signale su EKG(elektrokardiogram), EEG(elektroencefalogram), mjerenje pulsa, tjelesne temperature, nivo glukoze u krvi, krvnog pritiska.
Egzogeni signali su oni signali koji se primjenjuju spolja, najčešće neinvazivno kako bi se mjerile i bilježile vrijednosti unutrašnjih struktura(organa) i vrijednosti njihovih parametara. Primjeri za ovu vrstu signala su MRI(magnetna rezonanca), X-ray ultrazvuk(slikoviti i Doppler), monohromatsko svijetlo za oksimetre, OCT skener, LDV i primjena magnetnog polja za NMR.

## Modulacija i demodulacija biomedicinskih signala
Generalo govoreći, modulacija je proces u kojem se DC ili niskofrekventni signal kombinuje nelinearno sa visokofrekventnim nosećim talasom kako bi se formirao modulisani nosilac pogodan za prenos signala do resivera odnosno demodulatora, gdje se signal oporavlja. Modulatori i demodulatori predstavljaju neke od najznačajnijih komponenti velikog broja komunikacionih sistema i sistema za prenos podataka. U biomedicinskom inženjeringu, snimljeni fiziološki signali se modulišu zato što modulacija omogućava robustni prenos informacija odnosno signala preko žice ili koaksijalnog kabla, optičkog kabla ili radio signala, sa mjesta snimanja do mjesta na kojem će se obaviti demodulacija, procesiranje i skladištenje. Kao primjer fizioloških signala možemo uzeti EKG ili krvni pritisak koji modulišu nosioca koji je poslat kao FM radio signal od mjesta prikupljanja signala do udaljenog resivera gdje se signali demodulišu, interpretiraju, filtriraju propuštanjem kroz niskopropusni filtar i skladište. Pet osnovnih vrsta modulacije su impulsna amplitudska modulacija(IAM), impulsna modulacija po trajanju, impulsna položajna modulacija, impulsna kodna modulacija i delta modulacija. Ovom problematikom se detaljnije bavi zasebna naučna oblast, telekomunikacije.

## Primjeri analognih elektronskih kola u medicini
Neka od elektronskih kola koja imaju široku primjenu u izradi biomedicinske i medicinske opreme su diferencijalni pojačavači, razne vrste operacionih pojačavača poput instrumentacionog, zatim pojačavači koji se koriste u medicinskoj izolaciji, analogni aktivni filtri, a potom i specijalna elektronska kola razvijena samo za tu namjenu. Jedno od tih specijalnih elektronskih kola je EMG pojačavač.

### EMG pojačavač
Elektromiografija je elektrodijagnostička medicinska metoda koja se koristi za procjenu i snimanje električne aktivnosti koju proizvode mišići skeleta. Ovaj proces se sprovodi pomoću instrumenta koji se zove elektromiograf kako bi se napravio snimak-elektromiogram.
Na slici 1. se vidi EMG pojačavač kojeg karakterišu tri glavna parametra: frekventni opseg, amplituda signala i impedansa elektroda. Ovaj pojačavač radi na frekvenciji reda 25 Hz do nekoliko KHz, amplituda signala se kreće od 100 μV do 1 mV, a impedansa se kreće od 200 do 5000 Ω. Cilj je dizajnirati pojačavač koji može da izmjeri generisani signal. Kako se ovo kolo ne koristi direktno za dijagnostičke svrhe već da bi se kontrolisalo neko veće kolo, neophodno je da se signal propusti kroz neki filtar, kako bi na izlazu iz pojačavača dobili izlazni signal bez smetnji ekvivalentan kontrakciji koju prave mišići. Ovo kolo se sastoji iz četiri dijela,a to su:
1. Instrumentacioni pojačavač
2. Filtar propusnih opsega
3. Precizni punotalasni ispravljač
4. Niskopropusni filtar

Instrumentacioni pojačavač, kao što je ranije objašnjeno, pojačava ulazni signal, odnosno u ovom slučaju povećava diferencijalni napon između elektroda A i B, što je odlično jer su ulazni signali koji je potrebno snimiti i analizirati u oblasti medicine veoma malih vrijednosti. Kao što se može vidjeti na slici, postoji i treća elektroda koja je označena sa REF. Njena funkcija je da uzemlji tijelo, pri čemu REF treba postaviti što dalje od tačaka A i B. Otpornik R4 kontroliše pojačanje instrumentacionog pojačavača i pritom ne utiče na CMRR, a R7 kontroliše CMRR, pri čemu vrijednost tog otpornika treba postaviti tako da smanjuje signal na ulazu za vrijeme kada mišić ne pravi kontrakcije. Takođe, povećavanjem otpornosti R8 se povećava pojačanje, a njegovim smanjivanjem i pojačanje opada. Pri tom postupku povećavanja R8 treba obratiti pažnju da pojačavač ne uđe u zasićenje, što se može desiti kada je DC offset napon(napon razdešenosti) previše pojačan. Preveliko pojačanje napona razdešenosti se javlja kao posljedica prevelike otpornosti R8.
Filtar propusnih opsega se koristi da poništi nesavršenost ovog pojačavača, odnosno napon razdešenosti između elektroda, pored toga filtrira neželjene visoke frekvencije.
Precizni punotalasni ispravljač uzima apsolutnu vrijednost signala na izlazu iz filtra propusnih opsega. U cilju izbjegavanja pada napona na diodama, koristi se aktivni ispravljač umjesto pasivnog, a kako bi se zadržala što veća energija signala koristi se punotalasni ispravljač, umjesto podrazumjevanog polutalasnog.
Niskopropusni filtar propušta samo dio signala koji je na niskim frekvencijama. Kako se šum smatra visokofrekventnim signalom, postavljanjem niskopropusnog filtra na izlazu punotalasnog ispravljača se većina tog šuma eliminiše i na izlazu iz filtra se dobija čist signal koji odgovara intezitetu kontrakcije mišića.

### EKG pojačavač
Elektrokardiogram predstavlja jedno od najvažnijih elektrofizioloških mjerenja u medicinskoj dijagnostici. Kako je srce mišićni organ, ono proizvodi kontrakciju koja generiše spaciotemporalno električno polje, tako se razlika spaciotemporalnog potencijala može mjeriti. Amplituda i talasni oblik EKG-a zavise od mjesta na koži na kojem se postavljaju elektrode za mjerenje impulsa. Na dobijenom grafiku se razlikuju QRS, P i T talasi. QRS se povezuje sa visokom depolarizacijom ventrikularnog mišića koja prethodi kontrakciji mišića. P talas izaziva atrijalna depolarizacija, a T talas je povezan sa ventrikularnom mišićnom repolarizacijom odnosno oporavkom.
Kada se prikupe podaci elektrode koje su prikačene na tijelu transformišu EKG signal u električni napon(potencijal), neophodno je te napone poslati na ulaz pojačavača. Pojačavanje je neophodno kako bi se uvećala amplituda signala za dalje procesiranje i grafički prikaz. Kako su signali na ulazu veoma mali i pojačavač može biti podložan šumovima, kablovi koji povezuju elektrode sa ulazima u kolo trebaju biti što kraći i dobro izolirani. Na EKG-u QRS može imati vrijednosti u opsegu od 400 {\displaystyle \mu }V do 2,5mV. Veliki broj EKG pojačavača omogućavaju da se operator prebaci na notch filtar na 50Hz, kako bi se poništila interferencija frekvencije 50Hz(za većinu Evropskih zemalja) ili 60Hz(Amerika) koja se može pojaviti na izlazu. Notch filtar izaziva veoma malu distorciju izlaznog EKG signala. Neophodno je da pojačavač ima galvansku izolaciju kako bi se izbjegli elektrošokovi. Galvanskom izolacijom se postavlja velika impedansa između pacijenta, elektroda i uzemljenja. Na ovaj način se struja koja može proći kroz pacijenta svodi na svega nekoliko mikroampera u slučaju dodira komponenti pod naponom.

#### Problemi u radu EKG-a
U radu EKG uređaja javljaju se sljedeća tri problema, koji će u daljem tekstu biti objašnjeni, kao i njihova rješenja.
1. Interferencija električnog polja
2. Magnetna indukcija
3. Disbalans u impedansi izvora

Što se tiče prvog problema, napon prikupljen na EKG-u nije jedini signal koji se dovodi na ulazu pojačavača. Jedan od najvećih izvora interferencije je električni sistem napajanja(električne mreže). Kapacitivnost između električnih kablova i elektronske opreme izaziva protok struje kroz pacijenta, žice i instrument. Ta struja protiče kroz otpornost između kože i elektroda prema uzemljenju. Kapacitivnost je približno reda 50pF što odgovara impedansi od 64MΩ na 50Hz(u većini Evropskih zemalja je napajanje 220V/50Hz). Primjera radi, ako se desna noga uzemlji preko elektrode sa impedansom vrijednosti 5kΩ, to znači da će napon od 240V da se očita kao šum od 20mV. Kako bi se dobio čist EKG signal bez šuma treba iskoristiti činjenicu da sami signal predstavlja razliku potencijala između dvije elektrode, odnosno diferencijalni napon. To znači da će otklanjanje interferencije, odnosno šuma zavisiti isključivo od diferencijalnog pojačavača na ulazu u elektrokardiogram. Opet i u realizaciji ovog uređaja neopodan je prethodno pomenuti standardni instrumentacioni pojačavač.
Na slici 3 se nalazi pomenuti diferencijalni pojačavač koji povećava razliku između napona na minus i plus ulazu pojačavača.Kod dobrih diferencijalnih pojačavača CMRR ima veoma veliku vrijednost.
Jednačina za minus ulaz {\displaystyle \rightarrow {\frac {V^{-}-V_{1}}{R_{1}}}+{\frac {V^{-}-V_{out}}{R_{f}}}=0\Rightarrow {\displaystyle V^{-}={\frac {R_{1}V_{out}+R_{f}V_{1}}{R_{1}+R_{f}}}}}
Jednačina za plus ulaz {\displaystyle \rightarrow {\frac {V^{+}-V_{2}}{R_{2}}}+{\frac {V^{+}}{R_{g}}}\Rightarrow V^{+}=V_{2}{\frac {R_{g}}{R_{2}+R_{g}}}}, kako je {\displaystyle V^{-}=V^{+}\Rightarrow }
{\displaystyle {\frac {R_{1}V_{out}+R_{f}V_{1}}{R_{1}+R_{f}}}=V_{2}{\frac {R_{g}}{R_{2}+R_{g}}}\Rightarrow R_{1}V_{out}={\biggl (}V_{2}{\frac {R_{g}}{R_{2}+R_{g}}}-{\frac {R_{f}V_{1}}{R_{1}+R_{f}}}{\biggr )}{\biggl (}{R_{1}+R_{f}}{\biggr )}}
Konačan izraz za napon na izlazu iz diferencijalnog pojačavača {\displaystyle \rightarrow V_{out}=V_{2}{\frac {{\bigl (}R_{f}+R_{1}{\bigr )}R_{g}}{{\bigl (}R_{g}+R_{2}{\bigr )}R_{1}}}-V_{1}{\frac {R_{f}}{R_{1}}}}
Drugi problem se odnosi na struju u magnetnom polju koja indukuje napon u petlji koju formiraju kablovi odnosni žice koje vode do pacijenta(poput elektroda). Otklanjanje ove vrste interferencije zahtjeva pomjeranje opreme, što je veoma teško, tako da je rješenje tog problema jednostavno uvrtanje žica cijelom dužinom. Treći problem se odnosi na disbalans u impedadansi između kože i elektrode koja je na nju prikačena, tada će potencijal tijela biti veći na jednom od ulaza, tako da će dio napona biti pojačan kao diferencijalni napon. 

### EEG kolo
EEG ili elektroencefalogram se koristi za detektovanje moždane aktivnosti, detekciju povreda mozga, dijagnostiku tumora kao i u neuropsihološkim istraživanjima. EEG pojačavači moraju raditi sa niskim frekvencijama i signalima malih amplituda, što znači da moraju imati mali šum. EEG sistem se najčešće sastoji od: instrumentacionog pojačavača, visokopropusnog filtra, niskopropusnog filtra, notch filtra i pojačavača na samom izlazu. Visokopropusni filtar ima ulogu da propušta samo one frekvencije koje su iznad frekvencije oscilovanja, dok sve ostale odbija. Notch filtar ima ulogu da eliminiše veoma uzak frekventni opseg i pri tome minimalno promjeni ostatak spektra.

### Oksimetar
Oksimetar mjeri količinu kiseonika u krvi čovjeka, tako što detektuje količinu svjetlosti koju apsorbuje krv u kapilarima. Najčešće se oksimetar sastoji iz detektujuće sonde, koja se prikači na pacijentov prst, prikuplja podatke i povezana je sa mikrokontrolerom koji procesira izlazni signal na sondi prije slanja u sistem za akviziciju podataka. Sa jedne strane sonde se nalaze dvije LED(light-emitting diode), a sa druge strane se nalazi fotodioda. Jedna LED proizvodi takozvanu crvenu svijetlost, a druga proizvodi infracrveno svijetlo. Oksidovani hemoglobin dozvoljava da više crvene svijetlosti prođe i upija više infracrvene svjetlosti nego deoksidovani hemoglobin, mjereći proporciju između crvenog i infracrvenog svijetla omogućava sondi da proizvede signal jednak količini kiseonika u krvi. Na izlazu iz fotodiode se javlja struja male amplitude, tako da signal mora da se pojača prije nego što se upotrijebi. Jedan od najčešće korišćenih pojačavača za realizaciju oksimetra je transimpedansni pojačavač. U jednosmjernom režimu u kolu na slici 1 fotodioda je jednim krajem uzemljena, a drugim krajem je vezana na invertujući ulaz operacionog pojačavača. Veliko pojačanje koje ima operacioni pojačavač održava struje kroz fotodiodu i otpornik Rf jednakim. Ulazni napon razdešenosti će zahvaljujući fotodiodi biti veoma nizak, što omogućava veoma velika pojačanja bez nekih značajnih razdešenosti na izlazu. Jednačina za izlazni napon transimpedansnog pojačavača u DC režimu je:

{\textstyle V_{out}=-I_{in}R_{f}}

### Mjerenje pulsa
Puls predstavlja broj otkucaja srca u jedinici vremena, najčešće u minuti. Najlakši način da se izmjeri puls jeste upotrebom, u ovom slučaju brojanjem nekog od parametara prije pomenutog EKG-a. Parametar koji se najlakše uspostavlja jeste QRS. Prilikom tog postupka javlja se nekoliko problema u njegovom očitavanju, neki od njih su T talas sa visokom frekvencijom, greške zbog pomjeranja elektroda i disanja. Ovi problemi se mogu lako riješiti propuštanjem EKG signala kroz filtar propusnih učestanosti.

### Mjerenje prosječnog pulsa
Prosječan broj otkucaja srca može da se izvuče iz R talasa, tako što se propusti kroz niskopropusni filtar koji određuje frekvenciju ponavljanja pulsa što je moguće jer su pulsevi konstantne širine i amplitude. Što je veći broj otkucaja srca to se više kondenzator puni. Vremenska konstanta RC kola je tipično između 5 i 15 sekundi. Dakle, u ovom primjeru niskopropusni filtar služi kao brojač pulsa.
Frekvencija oscilovanja za aktivni niskopropusni filtar je: {\displaystyle f_{c}={\frac {1}{2\pi R_{2}C}}}
A učestanost oscilovanja je: {\displaystyle \omega _{c}={\frac {1}{R_{2}C}}} Pojačanje u propusnom opsegu je: {\displaystyle -{\frac {R_{2}}{R_{1}}}}

### Ostale primjene
Postoji još mnogo primjena analognih elektronskih kola u medicini, poput mjerača nivoa glukoze u krvi, koji između ostalog koristi operacione pojačavače, zatim EOG(elektrookulogram),ERG(elektroretinogram) koji imaju signale niske amplitude i sadrže primarno niske frekvencije.Tu su takođe i diferencijalni pojačavači, razne vrste analognih aktivnih filtara, operacioni pojačavači, instrumentacioni pojačavači koji su našli veliku primjenu u medicinsko-elektronskoj izolaciji, čoperi, detektori faze, razni ispravljači, Wheatstonov most, i tako dalje.